# Martha Gellhorn
Martha Gellhorn (Saint-Louis dans le Missouri, 8 novembre 1908 – Londres, 15 février 1998) est une journaliste, correspondante de guerre et écrivaine américaine. En tant que journaliste, elle a couvert tous les grands conflits mondiaux du XXe siècle, de la guerre d'Espagne à l'invasion du Panama par les États-Unis.

## Biographie
Elle naît le 8 novembre 1908 dans une famille « bavarde » d'origine juive. Son père, George Gellhorn, est une personnalité progressiste et un des gynécologues les plus connus de Saint-Louis. Sa mère, Edna Fischel Gellhorn est avocate pour les personnes privées de leurs droits, une militante féministe et une ancienne camarade de classe d'Eleanor Roosevelt. Très proche de sa mère, elle lui écrira quotidiennement durant toute sa vie.
Elle est diplômée de la John Burroughs School (en) de Saint-Louis en 1926 et commence ses études supérieures au collège Bryn Mawr près de Philadelphie. Un an plus tard, elle quitte l'université sans être diplômée pour se lancer dans le journalisme.
Elle part en France en 1930 sur un navire de la Holland America Line avec juste sa machine à écrire et 75 dollars. Vivant à Paris entre 1930 et 1934, elle rencontre Bertrand de Jouvenel, beau-fils de la romancière Colette, et l'épouse. À propos de Colette, elle avouera à ses amis Donna Tartt et Nicholas Shakespeare : « C’était une affreuse femme. L’enfer absolu. Elle m’a détestée dès le premier abord, cela sautait aux yeux. Elle était allongée sur un transat ; on aurait dit une odalisque. Ses yeux de chat étaient ombrés de vert, et sa petite bouche méchante avait un pli amer. ».
Elle rencontre Harry Hopkins en 1931 à une soirée à Washington et commence à travailler pour lui. Elle voyage à travers les États-Unis pour faire des rapports sur la vie des petites gens face à la Grande Dépression, rapports qui sont réunis par la Federal Emergency Relief Administration qui vient en aide aux plus démunis. Au cours de ses pérégrinations, elle travaille avec la photographe Dorothea Lange pour décrire la vie au jour le jour des travailleurs pauvres. Ses portraits deviendront plus tard un recueil, sous le titre J'ai vu la misère : Récit d'une Amérique en crise.
Au bout d'un an, elle est renvoyée pour avoir incité des travailleurs ruraux sans emploi à manifester dans l'Idaho. Elle est alors invitée par Eleanor Roosevelt, épouse du président des États-Unis, à venir s'installer à la Maison-Blanche. Elle passe alors deux mois dans ce qui s’appellera, plus tard, la chambre de Lincoln.
En 1936, elle rencontre Ernest Hemingway à Key West. Quelques mois plus tard, elle s'envole pour Madrid pour couvrir la guerre d'Espagne aux côtés des Républicains espagnols pour le compte du magazine Collier's avec seulement 50 dollars en poche. Elle retrouve Hemingway, à l’hôtel Florida, point de rencontre incontournable de tous les intellectuels internationaux. Dans ses articles, elle raconte avec toute sa sensibilité, comment vivent au quotidien les Madrilènes sous les bombes, le froid et la faim.
En 1939, elle achète une ferme à Cuba, la Finca Figía, qu'elle rénove elle-même. C'est dans cette maison qu'elle écrit deux de ses nouvelles, A Stricken Field et Liana. Après leur divorce en 1945 parce qu'elle refuse d'être « une note de bas de page dans la vie de quelqu'un d'autre »,, Hemingway refuse de lui renvoyer ses affaires et ses manuscrits, qu'elle a laissés dans la maison. Dans les années 1960, la ferme devient le Museo Hemingway Finca Vigía, consacré à son ex-mari Ernest Hemingway.
Correspondante de guerre, elle est la seule femme à participer au débarquement de Normandie avec les troupes américaines à bord d'un navire-hôpital,. Elle participe aussi à des bombardements britanniques au-dessus de l'Allemagne et accompagne les troupes alliées lors de la libération du camp de concentration de Dachau. Elle a aussi couvert la guerre d'Espagne, la guerre d'Hiver en 1939, la guerre du Viêt Nam ainsi que celle au Salvador en 1983. Elle est depuis toujours très impliquée dans des organisations humanitaires, aux côtés d'Eleanor Roosevelt. En 1989, alors âgée de 81 ans, elle couvre l'invasion du Panama par les États-Unis pour ce qui sera son dernier reportage de guerre. Lorsque le conflit dans les Balkans débute au début des années 1990, elle décide de ne pas y aller, se considérant comme trop âgée.
Après la Seconde Guerre mondiale, elle travaille pour The Atlantic pendant près de trente ans. En 1961, elle couvre pour eux le procès d'Adolf Eichmann en Israël puis, deux ans plus tard, elle part en reportage en Allemagne sur la reconversion idéologique du peuple allemand depuis la Seconde Guerre mondiale. Dans son livre autobiographique sur ses voyages, Mes saisons en enfer, elle affirme s'être rendue dans plus de 50 pays : France, Grande-Bretagne, Allemagne, Autriche, Suisse, Liechtenstein, Italie, Espagne, Andorre, Canada, Mexique, Cuba, Grèce, Suriname, Haïti, République Dominicaine, Chine, Hong-Kong, Birmanie, Malaisie, Antilles néerlandaises, Portugal, Finlande, Hollande, Danemark, Suède, Pologne, Russie, Cameroun, Tchad, Soudan, Kenya, Ouganda, Tanzanie, Égypte, Israël, Liban, Jordanie, Tunisie, Maroc, Algérie, Yougoslavie, Luxembourg, Île Maurice, Thaïlande, Vietnam du Sud, Turquie, Saint-Marin, République d'Irlande, Tchécoslovaquie, Costa Rica, Malte et les États-Unis.
Pendant sa vie, elle écrit aussi cinq romans, quatorze nouvelles. The Smell of Lilies reçoit le O. Henry Award en 1958. Le roman raconte les relations entre un homme adultère et sa femme gravement malade.
Atteinte d'un cancer, elle se suicide le 15 février 1998 en avalant une capsule de cyanure de potassium.

## Postérité
- En 2011, la BBC diffuse un reportage d'une heure de sa série Extraordinary Women consacré à Martha Gellhorn[14].
- Elle est incarnée par Nicole Kidman dans le téléfilm Hemingway and Gellhorn, sorti en 2012, de Philip Kaufman[6].
- Le Prix du journalisme Martha Gellhorn, remis chaque année depuis 1999, est nommé en son hommage[15].
- Le roman, Pour qui sonne le glas, écrit par Hemingway durant la guerre d'Espagne, lui est dédié[5].
- Le 5 octobre 2007, le United States Postal Service annonce être en train de créer une série commémorative pour les plus grands journalistes américains du xxe siècle dont Martha Gellhorn[16].
- En 2016, France Culture consacre un épisode de son émission Une Vie, Une Œuvre, à retracer l'ensemble de la carrière de journaliste de Martha Gellhorn[17].
- En 2024, une place Martha Gellhorn est inaugurée dans la commune de La Chapelle-Saint-Mesmin[18] (département du Loiret) à l'occasion de la commémoration du 80ème anniversaire du Débarquement de Normandie.

### De Martha Gellhorn
- What a Mad Pursuit, 1934
- The Trouble I've Seen, 1936

- A Stricken Field, 1940
- The Heart of Another, 1941
- Liana, 1944
- The Undefeated, 1945
- Love Goes to Press: A Comedy in Three Acts, 1947 (avec Virginia Cowles)
- The Wine of Astonishment, 1948
- The Honeyed Peace: Stories, 1953
- Two by Two, 1958
- The Face of War, 1959 (collection d'articles sur la guerre)

- His Own Man, 1961
- Pretty Tales for Tired People, 1965
- Vietnam: A New Kind of War, 1966
- The Lowest Trees Have Tops, 1967
- Travels with Myself and Another: A Memoir, 1978 traduit en français sous le titre Mes saisons en enfer, cinq voyages cauchemardesques , traduit par David Fauquemberg, préface de Marc Kravetz, éditions du Sonneur, 2015,  (ISBN 9782373850253)
- The Weather in Africa, 1978
- The View From the Ground, 1989 traduit en français sous le titre Le Monde sur le vif par David Fauquemberg, éditions du Sonneur, 2019,  (ISBN 9782373851892)

### Recueils d'articles traduits en français
- Gellhorn, Martha et Kravetz, Marc (trad. de l'anglais), Mes saisons en enfer : cinq voyages cauchemardesques, Paris, Les éditions du Sonneur, impr. 2015, cop. 2015, 600 p. (ISBN 978-2-916136-93-6 et 2916136932, OCLC 930601770, lire en ligne)
- Gellhorn, Martha (trad. de l'anglais), Quel temps fait-il en Afrique? : romans, Paris, Calmann-Lévy, 2006, 336 p. (ISBN 2-7021-3666-4 et 9782702136669, OCLC 145858325, lire en ligne)

### Sur Martha Gellhorn
- Florence Noiville, « Le Monde sur le vif, de Martha Gellhorn : l’histoire en direct », Le Monde, 21 novembre 2019
- Paula McLain (trad. de l'anglais), Madame Hemingway, Paris, Buchet/Chastel, 2012, 480 p. (ISBN 978-2-283-02531-4)
- (en) Meg Waite Clayton, Beautiful Exiles : A Novel, 2018
- (en) Angelia Hardy Dorman, Martha Gellhorn : Myth, Motif and Remembrance, 2012
- (en) Kate McLoughlin, Martha Gellhorn : The War Writer in the Field and in the Text, 2007
- (en) Caroline Moorehead, Martha Gellhorn : A Life, 2003
- (en) Carl Rollyson, Beautiful Exile : The Life of Martha Gellhorn, 2007
- (en) Carl Rollyson, Nothing Ever Happens to the Brave : The Story of Martha Gellhorn, 2000